# سواحل (تشاه مبارك)
سواحل (بالفارسية: سواحل) هي قرية تقع في إيران في قسم تشاه مبارك الريفي. يقدر عدد سكانها بـ 505 نسمة بحسب إحصاء 2016.